# أنتوني روجي
أنتوني روجي (بالفرنسية: Anthony Rogie) (2 يونيو 1991 بباريس في فرنسا - ) هو لاعب كرة قدم فرنسي في مركز الوسط. لعب مع نادي لانس.

## روابط خارجية
- أنتوني روجي على موقع رابطة كرة القدم الفرنسية للمحترفين (الإنجليزية)
- أنتوني روجي على موقع إي إس بي إن إف سي (الإنجليزية)
- أنتوني روجي على موقع قاعدة بيانات كرة القدم.إي يو (الإنجليزية)
- أنتوني روجي على موقع ليكيب (الفرنسية)
- أنتوني روجي على موقع Soccerway.com (الإنجليزية)